# Lasioglossum atschinense
Lasioglossum atschinense är en biart som först beskrevs av Blüthgen 1931.  Lasioglossum atschinense ingår i släktet smalbin, och familjen vägbin. Inga underarter finns listade i Catalogue of Life.